# Kanton Salon-de-Provence-1
Der Kanton Salon-de-Provence-1 ist ein französischer Wahlkreis im Département Bouches-du-Rhône in der Region Provence-Alpes-Côte d’Azur. Er umfasst einen Teilbereich der Gemeinde Salon-de-Provence und 14 weitere Gemeinden. Bei der landesweiten Neuordnung der französischen Kantone wurde er 2015 neu geschaffen.

## Gemeinden
Der Kanton besteht aus 15 Gemeinden und Gemeindeteilen mit insgesamt 64.900 Einwohnern (Stand: 1. Januar 2022) auf einer Gesamtfläche von 491,38 km²:
| Gemeinde                   | Einwohner 1. Januar 2022 | Fläche km² | Dichte Einw./km² | Code INSEE | Postleitzahl | Arrondissement  |
| -------------------------- | ------------------------ | ---------- | ---------------- | ---------- | ------------ | --------------- |
| Aureille                   | 1.537                    | 21,74      | 71               | 13006      | 13930        | Arles           |
| Eygalières                 | 1.740                    | 33,97      | 51               | 13034      | 13810        | Arles           |
| Eyguières                  | 6.915                    | 68,75      | 101              | 13035      | 13430        | Aix-en-Provence |
| Fontvieille                | 3.555                    | 40,18      | 88               | 13038      | 13990        | Arles           |
| Lamanon                    | 2.069                    | 19,19      | 108              | 13049      | 13113        | Aix-en-Provence |
| Les Baux-de-Provence       | 262                      | 18,07      | 14               | 13011      | 13520        | Arles           |
| Mas-Blanc-des-Alpilles     | 537                      | 1,57       | 342              | 13057      | 13103        | Arles           |
| Maussane-les-Alpilles      | 2.396                    | 31,60      | 76               | 13058      | 13520        | Arles           |
| Mouriès                    | 3.471                    | 38,35      | 91               | 13065      | 13890        | Arles           |
| Orgon                      | 2.662                    | 34,78      | 77               | 13067      | 13660        | Arles           |
| Paradou                    | 2.181                    | 16,15      | 135              | 13068      | 13520        | Arles           |
| Saint-Étienne-du-Grès      | 2.480                    | 29,04      | 85               | 13094      | 13103        | Arles           |
| Saint-Rémy-de-Provence     | 9.547                    | 89,09      | 107              | 13100      | 13210        | Arles           |
| Salon-de-Provence          | 18.719                   | 18,29      | 1.023            | 13103      | 13300        | Aix-en-Provence |
| Sénas                      | 6.829                    | 30,61      | 223              | 13105      | 13560        | Aix-en-Provence |
| Kanton Salon-de-Provence-1 | 64.900                   | 491,38     | 132              | 1326       | –            | –               |

1. ↑   Nur der östliche Teil der Gemeinde, der Rest gehört zum Kanton Salon-de-Provence-2.

## Politik
| Vertreter im Departementrat | Vertreter im Departementrat    | Vertreter im Departementrat |
| Amtszeit                    | Namen                          | Partei                      |
| --------------------------- | ------------------------------ | --------------------------- |
| 2015–2021                   | Marie-Pierre Callet Henri Pons | LR UDI                      |
| 2021–                       | Marie-Pierre Callet Henri Pons | LR DVD                      |